# Alvin York
Alvin Cullum York (Pall Mall, 13 dicembre 1887 – Nashville, 2 settembre 1964) è stato un militare statunitense, eroe della prima guerra mondiale.

## Biografia

### Gli inizi
Figlio di un contadino, fu sin da giovanissimo molto esuberante. Assiduo frequentatore di bar dove soleva spesso ubriacarsi assieme agli amici, possedeva un'abilità impressionante con le pistole, non sbagliava mai un colpo.
Nel 1914, all'età di 27 anni, ebbe una crisi religiosa e divenne seguace della Chiesa di Cristo nell'Unione cristiana, una setta minoritaria e conservatrice, ostile al cattolicesimo tradizionale.

### In guerra
Quando il 6 aprile 1917 gli Stati Uniti entrarono in guerra al fianco dell'Intesa, dichiarando guerra alla Germania, York fu chiamato alle armi e sulla sua scheda personale scrisse: "Non voglio combattere". Fedele ai canoni della propria comunità religiosa, era obiettore di coscienza.
Ma l'Esercito Statunitense non ne tenne conto e lo arruolò nella 82ª Divisione di fanteria destinata al fronte francese. Dopo settimane di profonda crisi, il giovane Alvin si convinse che combattere "è un dovere morale ordinato dal Signore". Un dovere per salvare la democrazia e mettere fine celermente alla guerra risparmiando vite umane.
All'alba dell'8 ottobre 1918  York, già al fronte delle Argonne, si rese protagonista, assieme ad altri sedici soldati, dell'azione di guerra che lo avrebbe reso famoso.

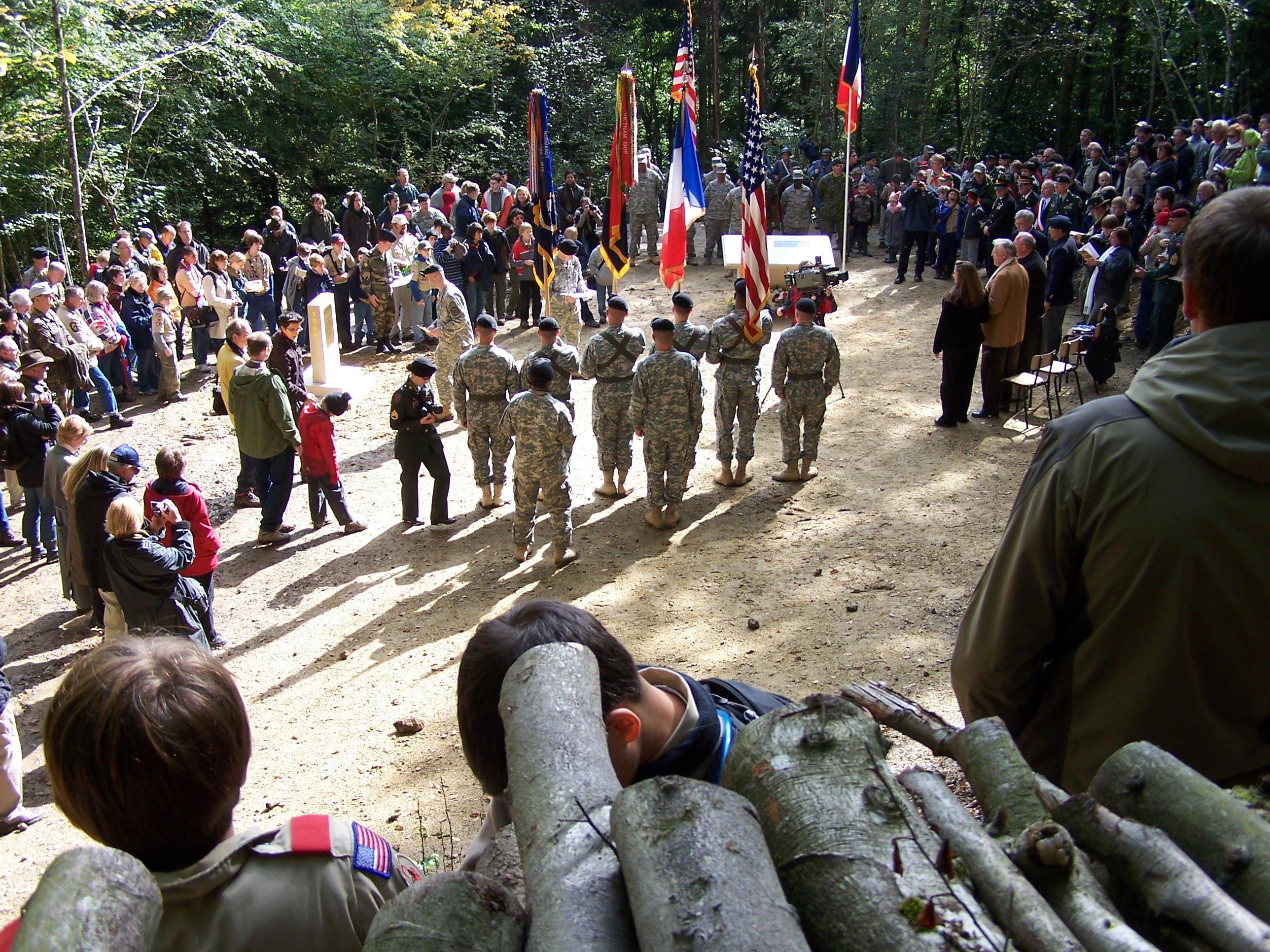
Inaugurazione del Trail and Monument il 4 ottobre 2008

Di mattina, il caporale York e i suoi compagni partirono con il compito di prendere il controllo di una linea ferroviaria. Avevano mappe scritte in francese, che non compresero, ed erroneamente si ritrovarono dietro le linee nemiche. I tedeschi, vistisi presi alle spalle, in un primo momento si arresero, ma quando compresero che gli americani erano in pochi, reagirono. Dalla collina dove erano appostati numerosi soldati tedeschi, cominciarono a crepitare le mitragliatrici. Nove americani caddero uccisi. Allora York si avventurò sul terreno dei nemici, facendosi largo col suo fucile Enfield M1917. Finiti i proiettili, usò la pistola Colt M1911 in dotazione, aggirò le mitragliatrici e ad una ad una le rese inoffensive. Alla fine uccise 25 soldati tedeschi, mise fuori uso 35 mitragliatrici e catturò 132 prigionieri.
 
Tale impresa gli valse una Medal of Honor, la più alta decorazione militare assegnata dal Governo degli Stati Uniti, nonché la promozione a sergente.
Congedato, tornò nella sua cittadina natale e fu accolto come una gloria nazionale. Alvin York, appena rientrato, sposò Gracie che lo aveva fedelmente aspettato ed entrò così nella galleria degli eroi americani dalla sicurezza disarmante e dalla fredda determinazione.
Il sergente York prese parte anche al secondo conflitto mondiale con il grado di maggiore. Finita anche la seconda guerra mondiale, divenne colonnello della Guardia Nazionale del Tennessee.
Alvin York morì nel 1964 a causa di un'emorragia cerebrale e venne sepolto nel cimitero della sua Pall Mall.

## Nella cultura di massa
Alla sua vita e alla sua impresa è ispirato il film Il sergente York (Sergeant York) del 1941 diretto da Howard Hawks con Gary Cooper.
La power metal band svedese Sabaton gli ha dedicato il pezzo "82nd All the Way" nell'album The Great War.